# Свободен онлайн достъп
Свободен достъп (на английски: open access, OA) е термин, който се отнася до неограничен онлайн достъп до статии, публикувани в научни списания, а все по-често и на глави от книги или монографии.
Свободният достъп има две форми: гратис и либре, като първата е безплатна, втората предлага някои допълнителни права за потребителите  Свободното съдържание е подобно на свободния достъп, но дава много повече права, като това да се променя и модифицира работата, за разлика от традиционното научно публикуване, където съдържанието на статията или книгите не може да бъде променяно и може да се асоциира само с един конкретен и фиксиран автор.